# Damar Forbes
Damar Hopeton Forbes (ur. 18 września 1990 w Saint Ann) – jamajski lekkoatleta specjalizujący się w skoku w dal.
Wicemistrz Ameryki Środkowej i Karaibów w 2011. Rok później reprezentował Jamajkę na igrzyskach olimpijskich w Londynie, na których nie udało mu się awansować do finału. Ósmy zawodnik mistrzostw świata w Moskwie (2013). W 2014 zajął 9. miejsce na igrzyskach Wspólnoty Narodów. W 2016 był dwunasty w finale igrzysk olimpijskich w Rio de Janeiro oraz w mistrzostwach świata w Londynie.
Złoty medalista mistrzostw Jamajki oraz mistrzostw NCAA.
Rekordy życiowe: stadion – 8,29 (11 czerwca 2017, Hengelo) / 8,35w (6 czerwca 2013, Eugene); hala – 8,21 (8 marca 2013, Fayetteville).

## Osiągnięcia
| Rok  | Impreza                                  | Miejsce        | Lokata            | Wynik |
| ---- | ---------------------------------------- | -------------- | ----------------- | ----- |
| 2011 | Mistrzostwa Ameryki Środkowej i Karaibów | Mayagüez       | 2. miejsce        | 7,81  |
| 2011 | Mistrzostwa świata                       | Daegu          | el. – 20. miejsce | 7,91  |
| 2012 | Igrzyska olimpijskie                     | Londyn         | el. – 19. miejsce | 7,79  |
| 2013 | Mistrzostwa świata                       | Moskwa         | 8. miejsce        | 8,02  |
| 2014 | Halowe mistrzostwa świata                | Sopot          | el. – 15. miejsce | 7,69  |
| 2014 | Igrzyska Wspólnoty Narodów               | Glasgow        | 9. miejsce        | 7,71  |
| 2015 | Mistrzostwa świata                       | Pekin          | el. – 26. miejsce | 7,62  |
| 2016 | Igrzyska olimpijskie                     | Rio de Janeiro | 12. miejsce       | 7,82  |
| 2017 | Mistrzostwa świata                       | Londyn         | 12. miejsce       | 7,91  |
| 2018 | Halowe mistrzostwa świata                | Birmingham     | 15. miejsce       | 7,21  |